# Maďarské letectvo
Maďarské letectvo (maďarsky Magyar Légierő) je leteckou složkou maďarských ozbrojených sil, založenou v roce 1918.

## Historie

### 1918–1920
Maďarské letectvo, založené První Maďarskou republikou koncem roku 1918 na troskách rakousko-uherského letectva, přešlo v březnu následujícího roku pod komunistické vedení Maďarské republiky rad, které nasadilo své letecké síly v bojích proti Československu a Rumunsku. V důsledku porážky Maďarska a uzavření Trianonské smlouvy v roce 1920 musela maďarská armáda (početně omezená na 35 tisíc mužů) rozpustit své letectvo a veškeré letouny odevzdat státům Dohody. Na dodržování podmínek mírové smlouvy dohlížela letecká komise Malé dohody.

### 30. léta
Maďarské království začalo tajně obnovovat své letectvo ve 30. letech, kdy se v jeho výzbroji objevily například italské stíhací letouny Fiat CR.32 a CR.42, rovněž italské bombardéry Caproni Ca.101 nebo maďarské pozorovací a lehké bombardovací letouny Weiss WM-21 Sólyom. Maďarské letectvo disponovalo k 1. říjnu 1937 celkem 192 letouny. Na setkání se zástupci Malé dohody v jugoslávském Bledu se Maďarům podařilo dne 22. srpna 1938 oficiálně dojednat právo na znovuvyzbrojení, které zahrnovalo i vznikající Maďarské královské letectvo (Magyar Királyi Honvéd Légierő). Zhoršující se mezinárodní situace koncem září 1938 vedla k vyhlášení pohotovosti maďarskému letectvu, které mělo být 6. října rozmístěno na svých letištích pro případné bojové nasazení. Připravenosti k boji však k tomuto datu nebylo dosaženo.
Maďarský stíhací letoun Fiat CR.32 sestřelil dne 25. října 1938 nad okresem Komárno v tehdejším Česko-Slovensku letoun typu Letov Š-328 10. pozorovací letky Československého letectva. K incidentu došlo během krizového období po Mnichovské dohodě, kdy probíhaly boje v československo-maďarském pohraničí. Velení čs. armády vydalo rozkaz, aby bylo napříště každé maďarské letadlo, které naruší vzdušný prostor republiky, okamžitě sestřeleno. Tento rozkaz byl následně zrušen na příkaz ministra národní obrany Jana Syrového, nicméně vzhledem k posílení obrany Slovenska letkami přesunutými z území Čech již k dalším incidentům až do března 1939 nedošlo.

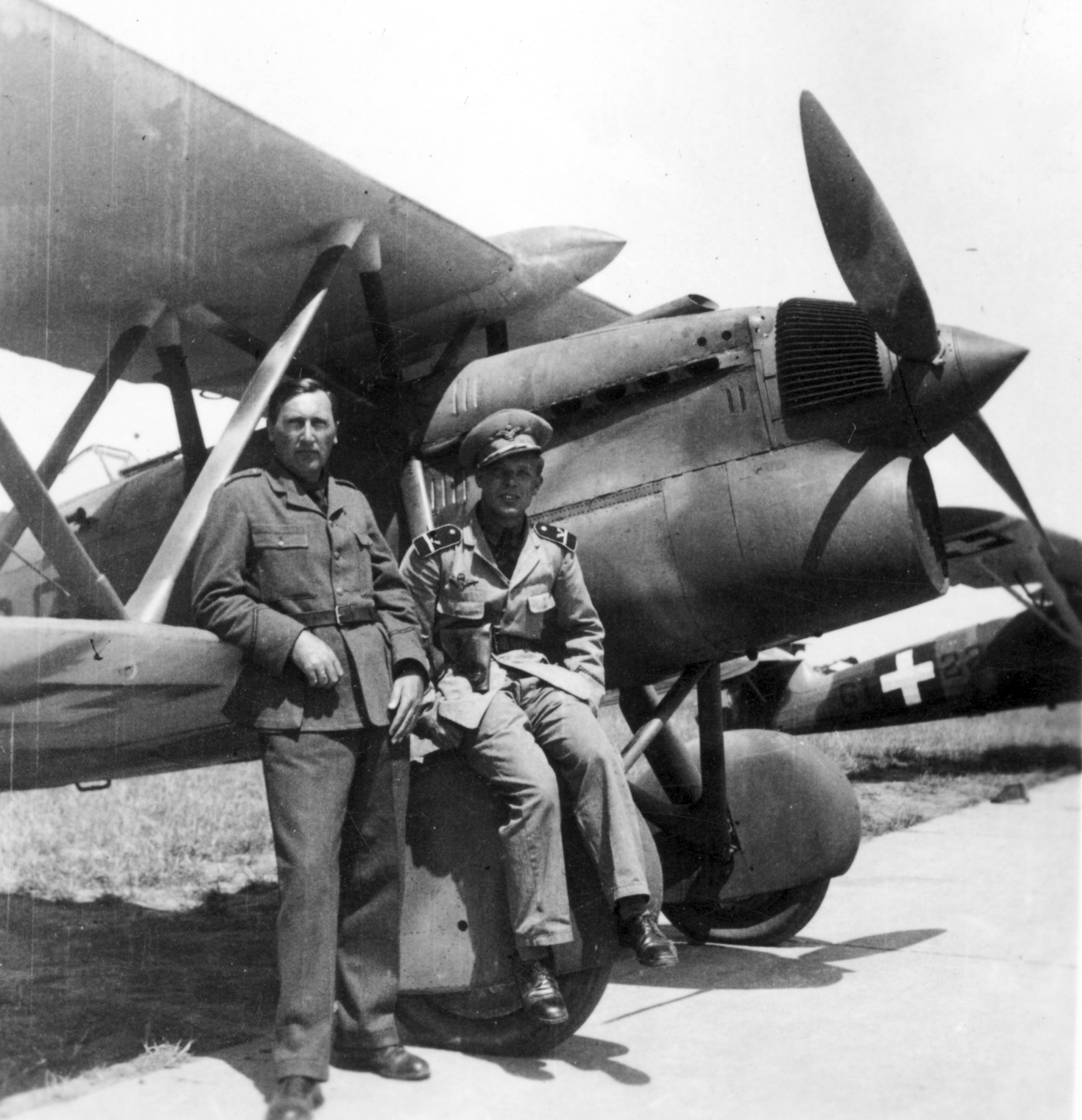
Maďarští letci u stíhačky Fiat CR.32

K prvnímu bojovému nasazení Maďarského královského letectva došlo v březnu 1939 během tzv. Malé války s nedávno vzniklým Slovenským štátem. Maďarské stíhačky CR.32 vybojovaly vzdušnou nadvládu nad doposud se formujícím slovenským letectvem, které přišlo o několik letounů Avia B-534 a Š-328.

### 2. světová válka
V roce 1940 disponovalo velení Maďarského královského letectva celkem 326 letouny první linie, které byly rozděleny mezi dva stíhací pluky, jeden průzkumný pluk a jeden bombardovací pluk. U letectva sloužilo 4300 mužů. Maďarské královské letectvo se v dubnu 1941 účastnilo po boku armád Osy invaze do Jugoslávie. Když v červnu 1941 po bombardování Košic vyhlásilo Maďarsko válku Sovětskému svazu, nasadilo na východní frontě kromě pozemního vojska i letectvo. Nejúspěšnějším maďarským stíhacím pilotem v tomto tažení byl Dezső Szentgyörgyi, který dosáhl 34 sestřelů. Boj na straně Osy zaplatilo maďarské letectvo značnými materiálními a lidskými ztrátami.

### 1945–1990

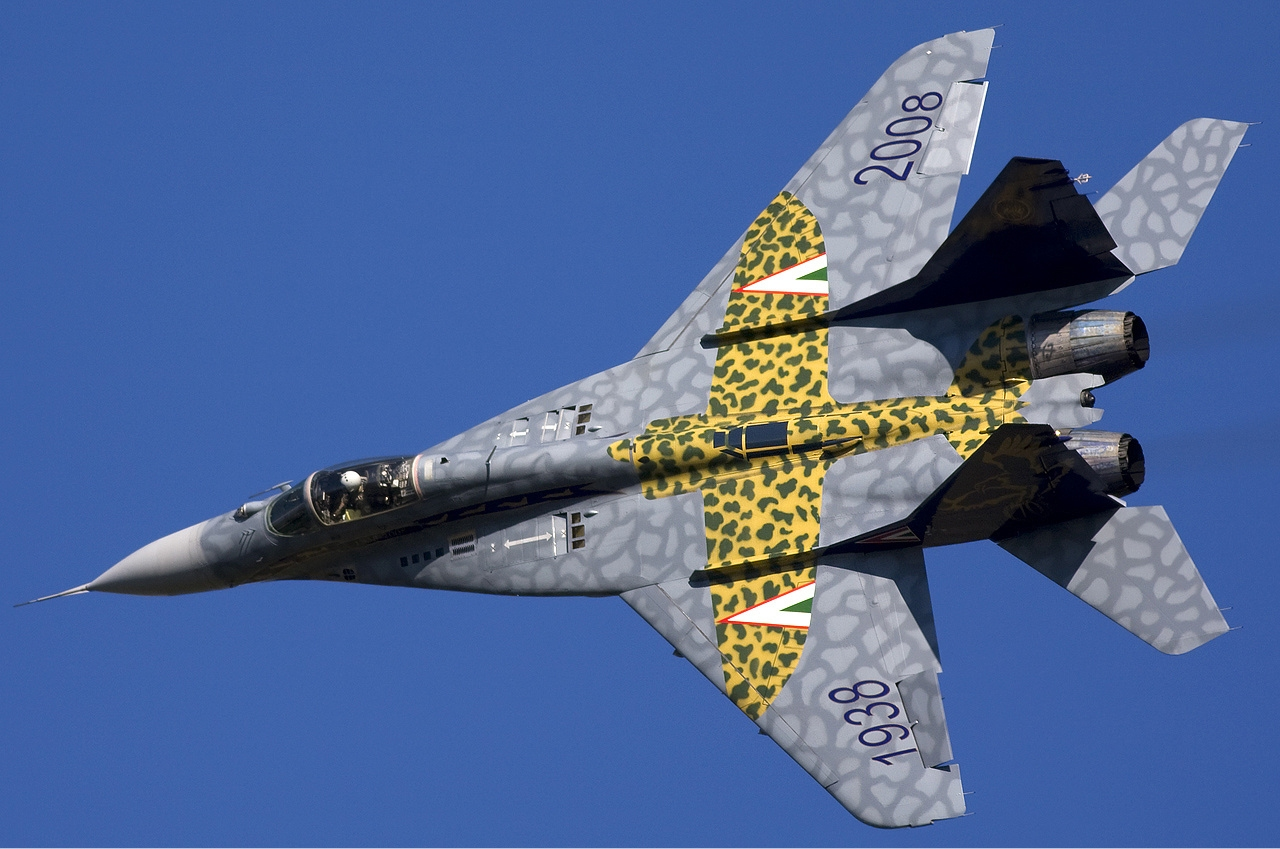
Maďarský MiG-29

Po skončení druhé světové války zůstala na maďarském území sovětská armáda, což ovlivnilo politické i vojenské směřování Maďarska, které se pod vedením Maďarské strany pracujících v roce 1949 přejmenovalo na Maďarskou lidovou republiku a v roce 1955 vstoupilo do vojenského paktu Varšavské smlouvy. V roce 1956 vypuklo protikomunistické Maďarské povstání, které vedlo k intervenci sovětských vojsk a dočasnému rozpuštění maďarské armády. Letectvo začalo být obnovováno v roce 1957. V 60. a 70. letech bylo mimo jiné vyzbrojeno několika verzemi stíhacího letounu MiG-21, cvičnými letouny L-29 Delfín, transportními letouny Antonov An-26 či vrtulníky typové řady Mil (Mi-1, 2, 4, 8). V 80. letech byly ve výzbroji i bojové letouny MiG-23 a Su-22 či bitevní vrtulníky Mil Mi-24.

### 90. léta – současnost
Po pádu komunismu Maďarsko odkoupilo z výzbroje bývalé armády NDR letouny L-39 Albatros či novější verze bitevních vrtulníků Mi-24. Rusko dodalo v rámci splácení svého dluhu Maďarsku celkem 28 stíhacích letounů MiG-29, načež byly postupně vyřazeny všechny starší typy bojových letounů. Po vstupu Maďarska do NATO pokračovala další redukce jeho letectva, a to včetně základen, z nichž zůstaly v provozu jen dvě – Szolnok a Kecskemét. Na letišti Pápa jsou umístěny tři těžké transportní letouny Boeing C-17A, které využívá „těžké dopravní křídlo“ (Heavy Airlift Wing) v rámci mezinárodní iniciativy strategické letecké dopravy. Jako náhradu za stíhačky MiG-29 si Maďarsko pronajalo 14 švédských letounů JAS-39 Gripen, přičemž první stroj dorazil na základnu Kecskemét v březnu 2006.
V roce 2020 Maďarsko objednalo dva střední transportní letouny Embraer KC-390 Millennium. Zároveň proběhla modernizace protivzdušné obrany, od roku 2023 byly do výzbroje zařazovány systémy NASAMS 3; celkem má mít země k dispozici 6+1 baterií.

## Struktura
- 59. letecká základna „Dezső Szentgyörgyi“, Kecskemét
  - taktická stíhací letka „Puma“ - JAS-39C/D Gripen
  - taktická cvičná letka „Dongo“ - JAS-39C/D Gripen[8]
  - dopravní letka „Teve“ – An-26, A319

- 86. vrtulníková základna, Szolnok
  - prapor bitevních vrtulníků – Mi-24P/V
  - prapor transportních vrtulníků – Mi-8, Mi-17
  - smíšená cvičná letka – AS 350, Z-242L

- Letecká základna Pápa
  - mezinárodní „těžké dopravní křídlo“ (Heavy Airlift Wing) – C-17 Globemaster III

- 12. Arrabonský protiletadlový raketový pluk, Győr
  - 1. protiletadlový raketový oddíl – 2K12 Kub
  - 2. protiletadlový raketový oddíl – Mistral

- 54. radiolokační pluk, Veszprém

- Středisko řízení a velení, Veszprém

- Letecké opravárenské zařízení, Kecskemét

## Letecká technika
| Letadlo                        | Foto            | Země původu     | Typ             | Verze           | Ve službě       | Poznámky |
| Stíhací letouny                | Stíhací letouny | Stíhací letouny | Stíhací letouny | Stíhací letouny | Stíhací letouny | Stíhací letouny |
| ------------------------------ | --------------- | --------------- | --------------- | --------------- | --------------- | --- |
| Saab JAS-39 Gripen             |                 | Švédsko         | stíhacícvičný   | JAS 39C JAS 39D | 12 2            | Pronájem ze Švédska, objednány další čtyři kusy. Vybaveny softwarem verze MS19.                                                                              |
| Dopravní a transportní letouny |                 |                 |                 |                 |                 | |
| C-390                          |                 | Brazílie        | transportní     | KC-390          | 1               | V listopadu 2020 objednány 2 letouny. |
| Airbus A319                    |                 | Evropská unie   | dopravní        | A319            | 2               | Maďarské ministerstvo obrany odkoupilo od zkrachovalé společnosti Air Berlin dva letouny A319, které jsou od prosince 2017 upravovány na VIP verzi.          |
| Dassault Falcon 7X             |                 | Francie         | bizjet          | Falcon 7x       | 2               | |
| Cvičná letadla                 |                 |                 |                 |                 |                 | |
| Aero L-39NG                    |                 | Česko           | cvičný          |                 | 0               | V dubnu 2022 objednáno 12 strojů. |
| Zlín Z-143                     |                 | Česko           | cvičný          | Z-143LSi        | 2               | |
| Zlín Z-242                     |                 | Česko           | cvičný          | Z-242L          | 6               | |
| Eurocopter AS-350              |                 | Česko           | cvičný          |                 | 2               | |
| Vrtulníky                      |                 |                 |                 |                 |                 | |
| Mil Mi-24                      |                 | SSSR            | bitevní         | Mi-24P/V        | 8               | Provoz pozastaven v roce 2013, ale od října 2017 probíhá opětovné uvedení do provozu 6 Mi-24P a 6 Mi-24V po generální opravě a částečné modernizaci v Rusku. |
| H145                           |                 | Francie Německo | víceúčelový     | H145M           | 19              | Poslední dva vrtulníky byly dodány 2.12. 2021. |
| H225                           |                 | Francie Německo | transportní     | H225M           | 10              | Objednáno celkem 16 strojů. |
| Mil Mi-17                      |                 | SSSR            | dopravní        | Mi-17           | 5               | Včetně dvou původně finských Mi-8 dodaných v roce 2011 a tří Mi-8T koupených z Ruska v roce 2014.                                                            |
| Mil Mi-8                       |                 | SSSR Rusko      | dopravní        | Mi-8            | 5               | Včetně dvou původně finských Mi-8 dodaných v roce 2011 a tří Mi-8T koupených z Ruska v roce 2014.                                                            |